# 今津町 (滋賀県)
今津町（いまづちょう）は、かつて滋賀県高島郡にあった町。琵琶湖北西岸に位置し、湖西地域に含まれる。明治に陸軍の駐屯地（饗庭野演習場）が置かれて以後、高島郡の中心として発展した。
2005年（平成17年）に合併して高島市が発足し、町名は高島市今津町○○として残っている。
町章はひらがなの「い」を図案化していたものを使っていた。

## 地理
- 山：箱館山
- 河川：石田川

### 隣接していた自治体
- 高島郡：マキノ町、新旭町、安曇川町、朽木村
- 福井県三方郡：美浜町、三方町
- 福井県遠敷郡：上中町

## 歴史
- 1889年（明治22年）4月1日 - 町村制の施行により、梅原村、岸脇村、藺生村、上弘部村、下弘部村、弘川村、大供村、南新保村、今津村の区域をもって今津村が発足。
- 1906年（明治39年）12月26日 - 今津村が町制施行して今津町となる。
- 1955年（昭和30年）1月1日 - 川上村・三谷村と合併し、改めて今津町が発足。
- 2005年（平成17年）1月1日 - マキノ町・朽木村・安曇川町・高島町・新旭町と合併して高島市が発足。同日今津町廃止。

## 行政
2005年（平成17年）の合併後、今津町役場は高島市役所今津支所となった。

### 歴代町長
| 歴代           | 氏名     | 就任年月日    | 退任年月日     | 備考       |
| -------------- | -------- | ------------- | -------------- | ---------- |
| 町長職務執行者 | 桂田武一 | 1955年1月1日  | 1955年2月7日   | 旧川上村長 |
| 初代           | 前川利吉 | 1955年2月8日  | 1963年2月7日   | 旧今津町長 |
| 2代            | 早田昌二 | 1963年2月8日  | 1985年8月3日   |            |
| 町長職務代理者 | 堀川芳也 | 1985年8月3日  | 1985年9月14日  |            |
| 3代            | 廣本慶男 | 1985年9月15日 | 1997年9月14日  |            |
| 4代            | 山口武   | 1997年9月15日 | 2004年12月31日 |            |

## 教育

### 小学校
- 今津町立今津東小学校
- 今津町立今津西小学校
  - 今津町立今津西小学校椋川分校
- 今津町立今津北小学校

### 中学校
- 今津町立今津中学校

### 高等学校
- 滋賀県立高島高等学校

## 交通

### 鉄道
- 西日本旅客鉄道（JR西日本）
  - 湖西線
    - 近江今津駅

### 道路
一般国道
- 国道161号
- 国道303号
- 国道367号

### 港湾

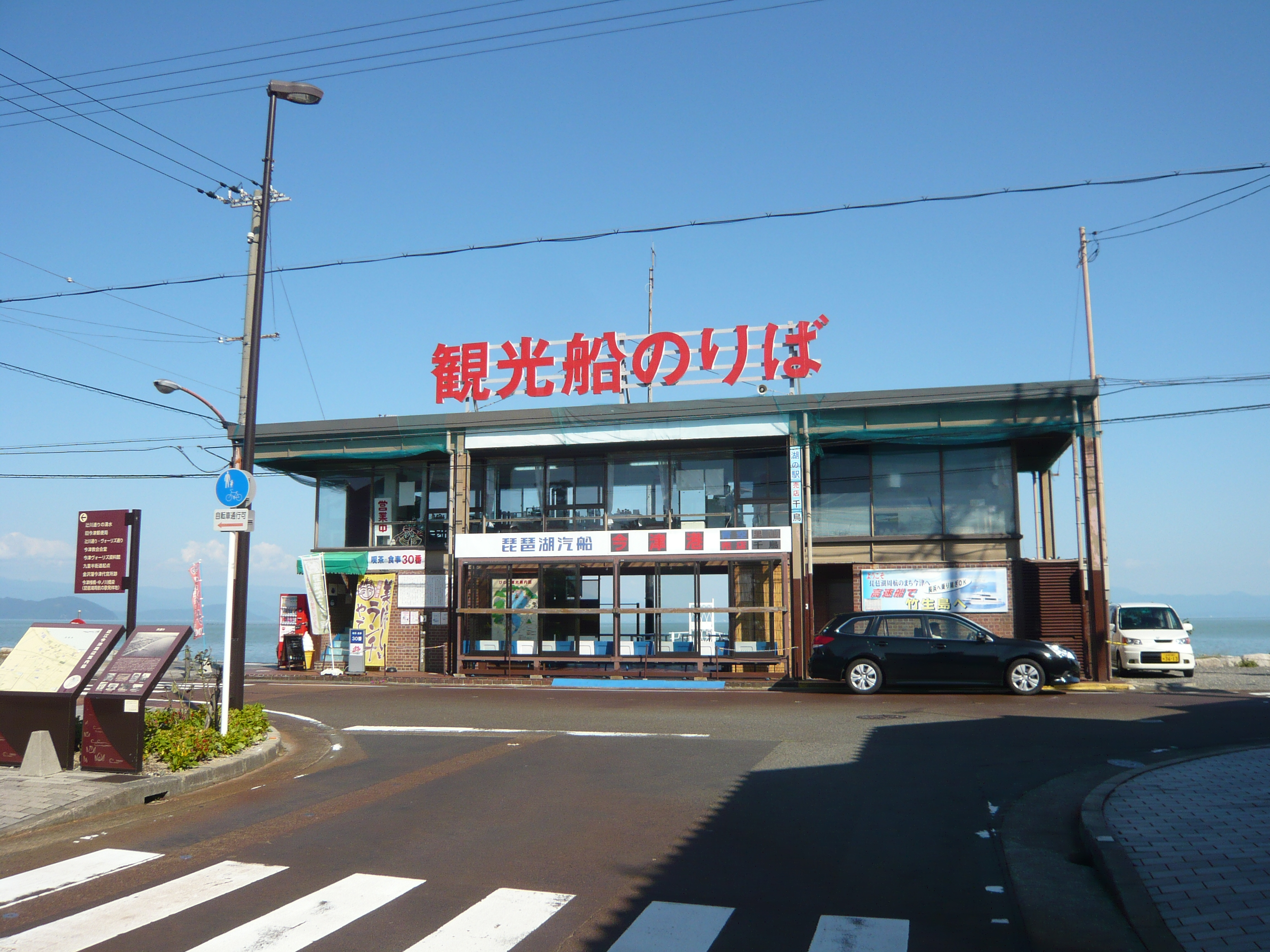
建て替え前の今津港旅客船待合所（竹生島行き）

- 今津港

## 娯楽
- 栄楽座 - 映画館（ - 1960年代）。

## 出身著名人
- 飯田儀兵衛 - 近江商人、髙島屋の遠祖
- 大谷仁兵衛 - 実業家、日本タイプライター創業者、今津町椋川出身